# Unnan, Shimane
Unnan  (japanska: 雲南市 ?, Unnan-shi) är en stad i Shimane prefektur i Japan. Staden fick stadsrättigheter 2004.